# Huddinge Samhällsfastigheter
Huddinge Samhällsfastigheter är ett av Huddinge kommun helägd fastighetsbolag. Bolaget äger, utvecklar och förvaltar kommunens samhällsfastigheter. Huvudkontoret ligger vid Förrådsvägen 2 i Storängens industriområde.

## Historik
Huddinge Samhällsfastigheter bildades den 1 oktober 2017 efter en delning av dåvarande Huge fastigheter i Huge Bostäder och Huddinge Samhällsfastigheter. År 2019 ägde bolaget 157 fastigheter bestående av merparten av Huddinges skolor och förskolor, samt kommunens äldreboenden, idrottshallar och friluftsanläggningar. Bolaget hade detta år 136 anställda och omsatte 700 miljoner kronor. 